# Rossland-Trail (circonscription britanno-colombienne)
Pour les articles homonymes, voir Rossland et Trail.
Circonscription électorale provinciale du Canada
Rossland-Trail est une ancienne circonscription provinciale de la Colombie-Britannique représentée à l'Assemblée législative de la Colombie-Britannique de 1924 à 2001.

## Géographie
La circonscription consistait en les villes de Rossland et Trail dans la région de Kootenay.

## Liste des députés
| Législature                                                       | Années                                                            | Député                                                            | Député                                                            | Parti                                                             |
| Rossland-Trail Circonscription issue Greenwood, Rossland et Trail | Rossland-Trail Circonscription issue Greenwood, Rossland et Trail | Rossland-Trail Circonscription issue Greenwood, Rossland et Trail | Rossland-Trail Circonscription issue Greenwood, Rossland et Trail | Rossland-Trail Circonscription issue Greenwood, Rossland et Trail |
| ----------------------------------------------------------------- | ----------------------------------------------------------------- | ----------------------------------------------------------------- | ----------------------------------------------------------------- | ----------------------------------------------------------------- |
| 16e                                                               | 1924-1928                                                         |                                                                   | James Hargrave Schofield                                          | Conservateur                                                      |
| 17e                                                               | 1928-1933                                                         |                                                                   | James Hargrave Schofield                                          | Conservateur                                                      |
| 18e                                                               | 1933-1937                                                         |                                                                   | Richard Ronald Burns                                              | Libéral                                                           |
| 19e                                                               | 1937-1941                                                         |                                                                   | Richard Ronald Burns                                              | Libéral                                                           |
| 20e                                                               | 1941-1945                                                         |                                                                   | Herbert Wilfred Herridge                                          | Social-démocrate                                                  |
| 21e                                                               | 1945-1949                                                         |                                                                   | James Lockhart Webster                                            | Coalition                                                         |
| 22e                                                               | 1949-1952                                                         |                                                                   | Alexander Douglas Turnbull                                        | Coalition                                                         |
| 23e                                                               | 1952-1953                                                         |                                                                   | Robert Edward Sommers                                             | Créditiste                                                        |
| 24e                                                               | 1953-1955                                                         |                                                                   | Robert Edward Sommers                                             | Créditiste                                                        |
| 25e                                                               | 1956–1960                                                         |                                                                   | Robert Edward Sommers                                             | Créditiste                                                        |
| 26e                                                               | 1960–1963                                                         |                                                                   | Donald Leslie Brothers                                            | Créditiste                                                        |
| 27e                                                               | 1963–1966                                                         |                                                                   | Donald Leslie Brothers                                            | Créditiste                                                        |
| 28e                                                               | 1966–1969                                                         |                                                                   | Donald Leslie Brothers                                            | Créditiste                                                        |
| 29e                                                               | 1969–1972                                                         |                                                                   | Donald Leslie Brothers                                            | Créditiste                                                        |
| 30e                                                               | 1972–1975                                                         |                                                                   | Christopher D'Arcy                                                | Néo-démocratique                                                  |
| 31e                                                               | 1975–1979                                                         |                                                                   | Christopher D'Arcy                                                | Néo-démocratique                                                  |
| 32e                                                               | 1979–1983                                                         |                                                                   | Christopher D'Arcy                                                | Néo-démocratique                                                  |
| 33e                                                               | 1983–1986                                                         |                                                                   | Christopher D'Arcy                                                | Néo-démocratique                                                  |
| 34e                                                               | 1986–1991                                                         |                                                                   | Christopher D'Arcy                                                | Néo-démocratique                                                  |
| 35e                                                               | 1991–1996                                                         |                                                                   | Ed Conroy                                                         | Néo-démocratique                                                  |
| 36e                                                               | 1996–2001                                                         |                                                                   | Ed Conroy                                                         | Néo-démocratique                                                  |
| Circonscription abolie, voir West Kootenay-Boundary               |                                                                   |                                                                   |                                                                   |                                                                   |